# Chelonarium mimeticus
Chelonarium mimeticus is een keversoort uit de familie Chelonariidae. De wetenschappelijke naam van de soort is voor het eerst geldig gepubliceerd in 1914 door Grouvelle.